# Bevinhalli, Shahpur
Bevinhalli là một làng thuộc tehsil Shahpur, huyện Gulbarga, bang Karnataka, Ấn Độ.